# Immotthia
Immotthia is een geslacht van schimmels behorend tot de familie Dacampiaceae. De typesoort is Immotthia hypoxylon.

## Soorten
Volgens Index Fungorum telt het geslacht drie soorten (peildatum april 2022):
| Soortnaam             | Auteur(s)                 | Publicatiejaar |
| --------------------- | ------------------------- | -------------- |
| Immotthia atrograna   | (Cooke & Ellis) M.E. Barr | 1993           |
| Immotthia atroseptata | (Piroz.) M.E. Barr        | 2002           |
| Immotthia bambusae    | H.B. Jiang & Phookamsak   | 2021           |